# Сигизмунд (король бургундов)
Сигизмунд (лат. Sigismundus; казнён 1 мая 524) — король бургундов в 516—524 годах. Канонизирован Католической церковью (день памяти — 1 мая).

## Биография
Сигизмунд, сын Гундобада и Каретены, стал королём бургундов в 516 году после смерти своего отца. Ещё до того как стать королём, в 515 году Сигизмунд основал аббатство святого Маврикия в Агоне на месте алтаря, где лежали останки этого мученика III века, и сделал его местом паломничества многочисленных верующих. Начиная с этого времени, Сигизмунд официально отошёл от арианства и стал ревностным приверженцем никейского вероисповедания, постоянно пытаясь склонить к новой вере своих соплеменников.
В 517 году Сигизмунд после смерти своей первой жены Острогото женился во второй раз. Отношения старшего сына Сигизмунда Сигириха и мачехи Констанции не сложились. В 522 году после того как Сигирих в очередной раз оскорбил свою мачеху, Сигизмунд, подождав, когда тот напьётся пьяным и пойдёт спать, приказал своим слугам его задушить. Позже он, раскаиваясь в содеянном, ушёл в построенный им монастырь и там пытался замолить свой грех. В том же году Сигизмунд выдал свою дочь Суавеготу замуж за своего союзника, короля Австразии Теодориха I. Скорее всего, эта свадьба состоялась до убийства Сигириха.
Убийство Сигириха послужило формальным поводом для вторжения франков в бургундское королевство в 523 году. Франкские короли Хлодомер, Хильдеберт I и Хлотарь I были троюродными братьями Сигириха. Они разгромили Сигизмунда и его брата Годомара II. Сигизмунд пытался бежать, но был взят в плен и отправлен в окрестности Орлеана. Однако вскоре Годомар отвоевал королевство. В ответ на это 1 мая 524 года Хлодомир казнил Сигизмунда, его жену и двух сыновей, а их трупы бросил в колодец около Колумны, деревни в окрестностях Орлеана.

## Почитание
В XIV веке император Карл IV перевёз мощи Сигизмунда в Прагу. С тех пор он считается покровителем Чехии.